# FireHouse (banda)
FireHouse es una banda estadounidense de hard rock formado en 1984 en Richmond, Virginia, y luego se mudó a Charlotte, Carolina del Norte, donde firmaron con Epic Records en 1989, liderado por el vocalista C. J. Snare y el guitarrista Bill Leverty. 
La banda adquirió la fama mundial en 1990 gracias a su álbum homónimo Firehouse del que salieron tres sencillos, uno de ellos la power ballad de gran éxito "Love of a Lifetime". Este álbum les valió el premio de artista revelación en la categoría de HardRock/Heavy Metal de los American Music Awards de 1992, quedando por delante de Alice in Chains y Nirvana. Poco después publicaron el álbum de su consagración, Hold Your Fire, del que salieron otros tres sencillos. En 1995 publicaron su tercer álbum de estudio y con ello su último gran éxito, "I Live My Life for You". Firehouse ha gozado de popularidad en algunos países de Asia como Japón, Tailandia, Singapur y Corea del Sur. Se estima que el grupo ha vendido alrededor de 7 millones de discos alrededor del mundo.

## Discografía

### Álbumes
| Fecha de lanzamiento | Álbum              |
| -------------------- | ------------------ |
| agosto de 1990       | FireHouse          |
| junio de 1992        | Hold Your Fire     |
| abril de 1995        | 3                  |
| octubre de 1996      | Good Acoustics     |
| octubre de 1998      | Category 5         |
| diciembre de 1999    | Bring 'Em Out Live |
| noviembre de 2000    | O2                 |
| agosto de 2003       | Prime Time         |
| junio de 2011        | Full Circle        |

### Sencillos
| Año  | Canción                      | US Hot 100 | US MSR | US A.C. | CAN | UK Singles | Álbum          |
| ---- | ---------------------------- | ---------- | ------ | ------- | --- | ---------- | -------------- |
| 1991 | "Don't Treat Me Bad"         | 19         | 16     | -       | 35  | 71         | FireHouse      |
| 1991 | "Love of a Lifetime"         | 5          | -      | -       | 30  | -          | FireHouse      |
| 1991 | "All She Wrote"              | 58         | 25     | -       | -   | -          | FireHouse      |
| 1992 | "Reach for the Sky"          | 83         | 27     | -       | -   | -          | Hold Your Fire |
| 1992 | "When I Look Into Your Eyes" | 8          | 3      | -       | 20  | 65         | Hold Your Fire |
| 1992 | "Sleeping with You"          | 78         | -      | -       | -   | -          | Hold Your Fire |
| 1995 | "I Live My Life for You"     | 26         | -      | 20      | 17  | -          | 3              |

## Integrantes
Miembros actuales
- Bill Leverty – Guitarra líder, coros (1984–presente)
- Michael Foster – Batería, percusión, coros (1984–presente)
- Allen McKenzie – Bajo, coros (2004–presente)
- Nate Peck – Voz líder (2023–presente)

Miembros anteriores
- C. J. Snare – Voz líder, teclados (1987–2024; fallecido en 2024)
- Cosby Ellis – Guitarra (1984–1989)
- Chip Tunstall – Voz líder (1984–1987; fallecido en 2016)
- Samuel Cherry – Guitarra (1984)
- Richard Smith – Bajo (1986–1988)
- Perry Richardson – Bajo, coros (1988–2000)
- Bruce Waibel – Bajo, coros (2000–2003; fallecido en 2003)
- Dario Seixas – Bajo, coros (2003–2004)

Miembro sustituto
- Andrew Freeman – Voz líder (2021)